# Ginevra Bersani Franceschetti
Ginevra Bersani Franceschetti (Brescia, ...) è un'economista e saggista italiana, conosciuta per i suoi contributi nel campo dell'economia femminista.

## Biografia
Ginevra Bersani Franceschetti è laureata in Finanza e Strategia aziendale presso l'Institut d'Etudes Politiques di Parigi.
Nel 2013, all'età di 17 anni, ha pubblicato il suo primo libro, Ossa Sciolte, edito da Serra Tarantola Editore. Ha rappresentato l'Italia al vertice G(irls)20 a Tokyo nel 2019 e ha ricoperto il ruolo di co-presidente dell'associazione nazionale francese "Politiqu'elles," dedicata a promuovere il ruolo delle donne nella società. È anche co-fondatrice dell'associazione "Gender and Statistics".
Uno dei suoi lavori più noti è il saggio scritto in collaborazione con la ricercatrice francese Lucile Peytavin, intitolato Il costo della virilità - Quello che l'Italia risparmierebbe se gli uomini si comportassero come le donne, pubblicato da Il Pensiero Scientifico Editore nel gennaio 2023. In questa ricerca, Franceschetti e Peytavin esaminano le conseguenze economiche della violenza maschile e suggeriscono che il cambiamento delle norme culturali potrebbe portare a significativi vantaggi economici e sociali.
Il Costo della Virilità ha ottenuto a Dicembre 2023 il Premio Nazionale di Divulgazione Scientifica Giancarlo Dosi, nonché il Premio di Migliori autrici under 35 per Franceschetti e Peytavin e il primo premio nell'area scientifica "Scienze della Vita e della Salute".
Per il suo contributo al problema sociale della violenza in Italia, Franceschetti ha ricevuto il premio "She Made a Difference 2023" dall'associazione European Women's Management Development (EWMD) . 
Ginevra Bersani Franceschetti è anche consulente per Bain & Company.

## Opere
- Ossa Sciolte, Serra Tarantola Editore, 2013 (ISBN : 978 88 6777 042 7)
- Il Costo della Virilità, quello che l'Italia risparmierebbe se gli uomini si comportassero come le donne, con Lucile Peytavin, Pensiero Scientifico Editore, 2023 (ISBN: 978 88 490 0743 5)